# مجلة تايمز للتعليم العالي
مجلة تايمز للتعليم العالي (تايمز للتعليم العالي اللاحق)
هي مجلة اسبوعية مقرها لندن/بريطانيا، تُقَدِّم اخبار وقضايا مرتبطة بالتعليم العالي. وتعتبر مجلة تايمز للتعليم العالي هي المجلة الرئيسية لشؤون قطاع التعليم العالي في المملكة المتحدة.

## روابط خارجية
- Times Higher Education official website